# Garde de fer
 (avril 2016).

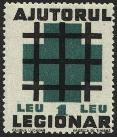
Vignette de l'« entraide légionnaire » d'un Leu.

Drapeau de la Garde de fer.

La Garde de fer (en roumain : Garda de Fier) est un mouvement et un parti nationaliste révolutionnaire et fasciste qui exista dans le royaume de Roumanie entre 1927 et le début de la Seconde Guerre mondiale.

## Nom
Le nom officiel du mouvement était « Légion de l'Archange Michel » (en roumain : Legiunea Arhanghelului Mihail), d'où le nom de « Légionnaires » et de « Mouvement légionnaire » (en roumain : Mișcarea Legionară) adopté par ses 23 000 membres quels que soient les changements de nom de l'organisation. Son emblème à six faisceaux noirs (trois verticaux et trois horizontaux) fut appelé par dérision « la grille de fer » (en roumain : zgarda de fier). Son fondateur, Corneliu Codreanu, sut récupérer ce sobriquet en le transformant en « Garde de fer » (en roumain : Garda de fier) qui finit par désigner le mouvement. Plus tard, en juin 1939, la Légion forma un parti politique dénommé « Tout pour le pays » (en roumain : Totul pentru Țară).

## Historique

### Des débuts difficiles
Fondé le 24 juillet 1927 à Iași par l'instituteur d'origine polonaise Kornelius Zieliński qui se faisait appeler Corneliu Codreanu, le mouvement fut dirigé par lui jusqu'à son exécution par la police en 1938. Dans la première partie de son histoire, la Garde de fer est un mouvement très minoritaire, souvent pris en dérision et persécuté par la monarchie parlementaire roumaine, pro-alliée et membre de la Petite Entente. Il séduisit surtout des étudiants et des jeunes d'origine modeste, révulsés par la corruption. La crise de 1929, en accentuant les inégalités, profita au mouvement, qui se développait dans une Roumanie qui avait réalisé son unité politique à l'issue de la Première Guerre mondiale, mais où les minorités (dominantes avant 1918 dans les territoires ayant appartenu aux empires austro-hongrois et russe) avaient globalement un meilleur niveau d'éducation et de vie que la majorité roumaine rurale, et accédaient plus facilement à l'Université et aux hautes sphères économiques et culturelles. Dans ce contexte, les « Légionnaires », souvent de jeunes paysans ou ouvriers, se voyaient eux-mêmes comme « l'essence de la nation » alors que les citadins occidentalisés les percevaient comme frustes et ignares. La monarchie carliste en emprisonna beaucoup et en abattit quelques-uns lors de plusieurs incidents. Cela radicalisa les « Légionnaires » qui basculèrent dans la violence politique et raciste : en mars 1930, Codreanu forma la branche paramilitaire et politique de la « Légion ».
Le 10 décembre 1933, le Premier ministre libéral roumain Ion Duca interdit la Garde de fer. Ses membres se vengent en assassinant Duca le 29 décembre 1933 dans la gare de Sinaia.
Profitant de la crise économique et de l'ascension des fascismes dans toute l'Europe, la Garde de fer acquiert une aura de « martyre de la nation » ployant sous la corruption des élites internationalistes, et commence à séduire des électeurs (d'autant que n'étant pas athée, mais au contraire chrétienne affichée, elle ne choque pas les anciennes générations et notamment les anciens combattants). En 1937, elle devient le 3e parti au Parlement, et le Premier ministre Octavian Goga accède à certaines revendications des « Légionnaires », formulées par d'autres électeurs aussi, en instituant un numerus clausus dans les universités, l'administration et l'armée, pour en limiter l'accès des minorités et favoriser celui des « roumains de souche ». Cette politique discriminatoire fut reprochée à la Roumanie par les Alliés bien qu'elle soit alors appliquée dans d'autres pays européens (Allemagne, Hongrie, Pologne, Italie, mais aussi Grande-Bretagne et France à leurs « indigènes » d'outre-mer) et dans plusieurs États des États-Unis. D'un autre côté, le gouvernement roumain continua à combattre la Garde de fer et en février 1938, le roi Carol II dissout le parlement où les députés « Légionnaires » formaient une minorité de blocage.

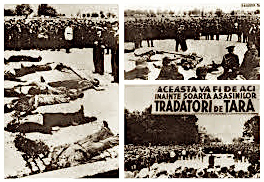
« Légionnaires » abattus, le lendemain de l'assassinat d'Armand Călinescu, sur ordre de la dictature carliste : la banderole proclame « ainsi finissent les assassins traîtres à leur pays », les fascistes étant considérés comme des « agents de l'Allemagne », tout comme les communistes étaient traités en « agents de l'URSS ».

Codreanu est arrêté et emprisonné en avril 1938. Avec d'autres « Légionnaires », il est tué durant la nuit du 29 au 30 novembre 1938, officiellement en tentant de s'échapper, en fait en représailles pour le meurtre d'un ami du ministre de l'intérieur Armand Călinescu.
Le 7 mars 1939, Călinescu devient le Premier ministre d'un nouveau gouvernement carliste. Il est assassiné le 21 septembre 1939 par des « Légionnaires » qui veulent « venger Codreanu »,. Des représailles mutuelles s'ensuivent, une ambiance de violence et de guerre civile s'installe dans le pays. Des intellectuels prennent position, certains approuvant la répression contre la Garde de fer (Tudor Arghezi, Nicolae Iorga, Mihail Sadoveanu), d'autres défendant le mouvement même s'ils n'approuvent pas sa violence (Emil Cioran, Neagu Djuvara, Mircea Eliade).

### Brève ascension
Durant la Seconde Guerre mondiale, la Roumanie est officiellement neutre jusqu'en juin 1941, mais conformément à son traité avec la Pologne, elle accueille le gouvernement, le Trésor et les troupes rescapées des invasions allemande et soviétique de ce pays, que les navires du Service maritime roumain amènent à Alexandrie, où elles rejoignirent les forces britanniques. Le pacte germano-soviétique du 23 août 1939 laissait aux Soviétiques le champ libre en Bessarabie et avec l'effondrement de la France, les garanties des Alliés signées le 13 avril 1939 valaient encore moins que pour Varsovie. Aussi, malgré l'assassinat de Călinescu, le roi Carol II tente un rapprochement avec l'Axe.
Ce changement politique est perçu favorablement par les « Légionnaires » survivants. Le gouvernement d'Ion Gigurtu formé le 4 juillet 1940 est le premier à inclure un membre de la Légion. Mais au moment où le mouvement obtenait une part du pouvoir, la plupart de ses dirigeants avaient déjà été tués, à l'exception de Horia Sima qui succède à Codreanu.
Le 4 septembre 1940, la « Légion » s'allia avec le général (futur maréchal) Ion Antonescu afin de former le gouvernement de l'« État national-légionnaire », qui força Carol II à abdiquer en faveur de son fils Mihai, et se rapprocha encore plus de l'Axe. La Roumanie rejoignit officiellement l'Axe en juin 1941. Horia Sima devint le vice-président du conseil des ministres.
Une fois au pouvoir, la Légion augmenta la dureté de la législation discriminatoire instituée par le gouvernement Goga, en y introduisant de nouvelles mesures antisémites (entre-autres, la nationalité roumaine fut retirée à 120 000 Juifs naturalisés après 1918).

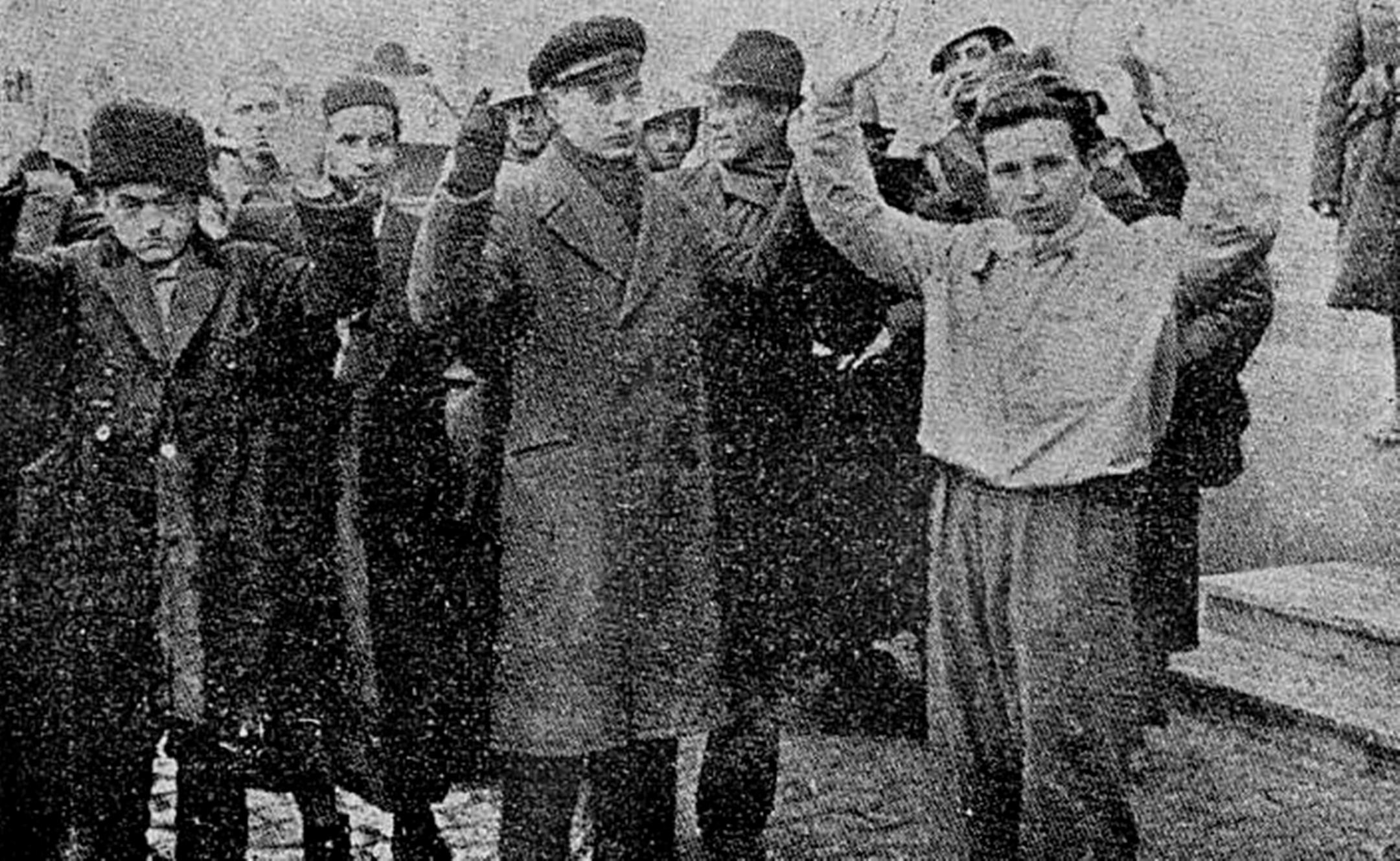
Pogromistes fascistes roumains, membres de la Garde de fer, arrêtés par l'armée après le pogrom de Bucarest et la rébellion anti-gouvernementale, 1941

Elle lança en toute impunité une campagne de pogroms (118 juifs tués à Bucarest en février 1941) et d'assassinats politiques. De plus, elle pratiqua le clientélisme, l'extorsion et le chantage dans de nombreux secteurs commerciaux et financiers, et imposa par la violence son contrôle sur les médias et dans le monde de la culture. Plus de soixante intellectuels, anciens dignitaires ou officiels sont exécutés à la prison Jilava sans être jugés. L'historien et ancien Premier ministre Nicolae Iorga ainsi que l'économiste Virgil Madgearu, également un ancien ministre, sont assassinés sans même le prétexte d'une arrestation.
Cependant, la Légion surestime sa puissance. Le 24 janvier 1941 elle tente un coup d'État militaire pour écarter Antonescu, jugé trop tiède, mais l'armée reste fidèle à ce dernier et la légion perd son rôle au sein du gouvernement, ainsi que sa protection. Horia Sima et de nombreux autres légionnaires se réfugient dans l'Espagne franquiste ou la France vichyste. D'autres sont accueillis en Allemagne nazie où la plupart sont assignés à résidence, mais quelques-uns, nazis convaincus ou ayant des origines allemandes s'engagent dans la Waffen-SS. Ceux restés en Roumanie sont emprisonnés.

## Un mouvement fasciste?
Les historiens Neagu Djuvara et Florin Constantiniu discutent le qualificatif de « fasciste » communément appliqué à la Garde de fer. Il y a certes des points communs (usage de la violence politique, anticommunisme, culte d'un État autoritaire, culte du chef) et Corneliu Zelea Codreanu ou Horia Sima avaient étudié les écrits de Charles Maurras, l'Action française ainsi que le fascisme italien ; toutefois, c'est du Franquisme espagnol que la Garde de fer se rapproche le plus, car c'est avant tout un mouvement intégriste chrétien. Par ailleurs, il est sans animosité envers les bourgeois, les intellectuels ou les capitalistes, pourvu qu'ils soient « roumains de souche »,.
Dans son ouvrage paru en trois volumes entre 1946 et 1948, Matatias Carp, témoin de la Shoah en Roumanie et devenu archiviste des persécutions des Juifs dans ce pays, adopte un point de vue socio-politique en évoquant itérativement le « fascisme roumain », sans désigner les Roumains dans leur ensemble.

## Exégèse
L'exégèse de la genèse, du parcours historique et des crimes de la Garde de Fer peut exprimer l'un ou plusieurs de ces quatre points de vue :
- l'approche communiste en fait un avatar du « régime bourgeois-aristocratique de la monarchie roumaine, en son ultime exacerbation fasciste » sans référence à la centralité de l'antisémitisme chez les légionnaires[33] ;
- l'approche nationaliste oppose « juifs » et « roumains » sur le mode « nation contre nation », ce qui présuppose qu'on ne peut pas être l'un et l'autre à la fois. Ce point de vue oppose juifs et chrétiens : c'est celui de la Garde de Fer mais aussi d'une partie de l'église orthodoxe roumaine, qui affirment qu'on ne peut pas être roumain si l'on n'est pas chrétien. Les roumanophobes, pour leur part, attribuent les opinions de la Garde de Fer à tous les Roumains et parlent de « peuple profondément antisémite »[34], ce qui revient à considérer l'ensemble des non-juifs de Roumanie comme des criminels ou des complices des criminels[35] ;
- l'approche négationniste et complotiste met en doute les témoignages pour tenter de minimiser la portée des évènements, en occultant le rôle des légionnaires, leur idéologie, les rumeurs qu'ils ont sciemment répandues, et le nombre de participants aux pillages, viols et meurtres : cette approche prétend que les faits ont été grossis par des « complotistes anti-roumains », ce qui revient à recycler les mythes du complot judéo-maçonnique et judéo-communiste[36] ;
- l'approche historique universitaire qui se base sur les archives roumaines et le rapport de la Commission Wiesel, ne privilégie aucun des points de vue précédents et s'en tient aux sources, ce qui revient à faire la part des causes et à les décrire dans toute leur complexité, sans exonérer les criminels et les décideurs de leurs responsabilités et sans instrumentaliser la mémoire des victimes au profit des militantismes politiques postérieurs à la tragédie[37].

## Autres mouvements du même nom
- En France, un regroupement informel nommé « Garda de Fier » a regroupé quelques exilés roumains tels Faust Brădescu (Ion Brad), Ion Boboc ou Iancu Perifan au début des années 1970. Il a commencé à s'implanter en Roumanie à partir de 1991, sans toutefois être légalement autorisé. D'autres partis politiques, fondés par d'anciens communistes, ont repris certaines idées de la Garde de fer, comme le Parti de la Grande Roumanie de Corneliu Vadim Tudor et l'Union du foyer roumain (en) (Uniunea Vatra Românească).
- Un groupe politique argentin issu de la Jeunesse péroniste a également existé sous le nom de Guarda de Hierro, la Garde de fer (son nom officiel était l'Organización Única del Trasvasamiento Generacional).

Ces deux mouvements n'ont aucun lien direct avec le mouvement de Codreanu, même si la Garda de Fier de Faust Brădescu s'en inspire.
Le seul équivalent actuel n'utilise pas la dénomination de « Garde de fer » : c'est le petit parti d'extrême-droite Noua Dreaptă (« Nouvelle droite »).

## Dans la culture populaire
Dans la bande dessinée Le Sceptre d'Ottokar, Hergé met en scène la Bordurie, pays fictif qui tient à la fois de l'Allemagne nazie et de l'URSS stalinienne, qui cherche à envahir et annexer sa voisine démocratique la Syldavie au moyen d'un complot contre le roi syldave Muskar XII dont Tintin sauve le trône : l'Anschluss bordure échoue et le gouvernement syldave dissout le mouvement pro-bordure Garde d'Acier et son bras armé le Z.Z.R.K. (sigle de Zyldav Zentral Revolutzionär Komitzät, en français Comité Central Révolutionnaire Syldave inspiré par l'ORIM), dirigés par un certain Müsstler.